# Jana Szczerbań
Jana Walerjewna Szczerbań (ros. Яна Валерьевна Щербань; ur. 6 września 1989 w Biszkeku) – rosyjska siatkarka, reprezentantka kraju, grająca na pozycji przyjmującej.

## Przebieg kariery
| Lata                 | Klub                               |
| -------------------- | ---------------------------------- |
| 2005–2007            | Proton Bałakowo                    |
| 2007–2008            | Uniwiersitiet-Tiechnołog Biełgorod |
| 2008–2012            | Proton Bałakowo                    |
| 2012–2014            | Dinamo Krasnodar                   |
| 2014–2021            | Dinamo Moskwa                      |
| 2021–2022            | Vbc Èpiù Casalmaggiore             |
| 2022 (od 08.04.2022) | Lokomotiw Kaliningrad              |
| 2022–                | Savino Del Bene Scandicci          |

## Sukcesy klubowe
Puchar Rosji:
- 2008, 2018

Puchar Challenge:
- 2013

Mistrzostwo Rosji:
- 2016, 2017, 2018, 2019, 2022
- 2015, 2021

Superpuchar Rosji:
- 2017, 2018

Puchar CEV:
- 2023[3]

## Sukcesy reprezentacyjne
Grand Prix:
- 2009, 2015
- 2014

Letnia Uniwersjada:
- 2011

Volley Masters Montreux:
- 2014

Mistrzostwa Europy:
- 2015

## Nagrody indywidualne
- 2014: Najlepsza przyjmująca turnieju Volley Masters Montreux